# 李佩甫
李佩甫（1953年—），河南許昌人，中國當代作家，中国共产党党员，中国作家协会会员，河南省作家协会副主席，享受国务院政府特殊津贴。2012年出版作品《生命册》，於2015年获得第九届茅盾文学奖。

## 生平
1979年参加工作，1984年毕业于河南电视大学汉语言文学系。历任《莽原》杂志副主编，河南省文联主席等职。曾获飞天奖、华表奖等多项奖。

## 主要作品

### 长篇小说
- 《金屋》1990年长江文艺出版社
- 《城市白皮书》1995年人民文学出版社
- 《李氏家族》 1999年百花文艺出版社
- 《平原三部曲》
  - 《羊的门》 1999年7月，华夏出版社发行
  - 《城的灯》 2003年长江文艺出版社
  - 《生命册》 2012年4月，作家出版社发行
- 《等等灵魂》2007年河南文艺出版社
- 《平原客》2017年花城出版社
- 《河洛图》2019年河南文艺出版社
- 《申凤梅》2001年长江文艺出版社
- 《会跑的树》2004年长江文艺出版社
- 《底色》（电视连续剧《平平常常的故事》文学版）1997年河南文艺出版社

### 中短篇小说
- 《无边无际的早晨》1997年华夏出版社
- 《黑蜻蜓》2001年长江文艺出版社、解放军文艺出版社
- 《钢婚》2005年江苏文艺出版社
- 《红蚂蚱 绿蚂蚱》2013年上海文艺出版社
- 《人面橘》何弘点评李佩甫中篇小说，2018年安徽文艺出版社

### 文集
《李佩甫文集》15卷，2020年河南文艺出版社